# Distrito electoral federal 3 de Coahuila
El III Distrito Electoral Federal de Coahuila es uno de los 300 Distritos Electorales en los que se encuentra dividido el territorio de México y uno de los 8 que se encuentran en el Estado de Coahuila. Está conformado por los municipios de Abasolo, Candela, Escobedo, Frontera,  Guerrero, Hidalgo,  Juárez,  Progreso, Sabinas, Villa Unión y Monclova en donde tiene asentada su cabecera.

## Distritaciones anteriores
El III Distrito surgió para la conformación del Congreso Constituyente de 1856. Juan Antonio de la Fuente, de afiliación liberal, fue el representante para el Constituyente. Antonio García Carrillo fue el primer representante al Congreso de la Unión para conformar la IV Legislatura de 1867 - 1868.

### Distritación 1978 - 1996
Desde la distritación de 1978, la cabecera del VI Distrito ha sido la ciudad de Monclova.
En 1978 su circunscripción se estableció en los municipios de Abasolo, Allende, Candela, Escobedo,  Guerrero, Hidalgo,  Juárez, Monclova, Nadadores,  Progreso, San Buenaventura y Villa Unión.

### Distritación 1996 - 2005
En 1996 se le añadieron los municipios  Castaños, Sabinas y  San Juan de Sabinas. En ese mismo año, Nadadores pasó a formar parte del II Distrito mientras que Allende, Guerrero, Hidalgo y Villa Unión pasaron al  I Distrito.

### Distritación 2005 - 2017
Los municipios de Arteaga,  General Cepeda, Ramos Arizpe y Sacramento se adscribieron a este distrito en 2005.
En 2018 sufrió una redistritación en donde los municipios de  General Cepeda,  Castaños, Arteaga,  Ramos Arizpe y Sacramento dejan de ser parte del distrito y se añaden los municipios de Frontera,  Guerrero, Hidalgo y Villa Unión.

## Diputados por el distrito
| Diputado                                      | Grupo parlamentario             | Legislatura   | Periodo     |
| --------------------------------------------- | ------------------------------- | ------------- | ----------- |
| Juan Antonio de la Fuente                     | Liberal                         | Constituyente | 1856 - 1857 |
| Vacante                                       | Vacante                         | I II III      | 1857 - 1865 |
| Antonio García Carrillo                       |                                 | IV            | 1867 - 1868 |
| Vacante                                       | Vacante                         | V VI VII      | 1869 - 1875 |
| Miguel Blanco Múzquiz                         |                                 | VIII          | 1875 - 1878 |
| El distrito 3 es suprimido entre 1878 y 1902. |                                 |               |             |
| Alfredo E. Rodríguez                          |                                 | XXI XXII      | 1902 - 1906 |
| Vacante                                       | Vacante                         | XXIII         | 1906 - 1908 |
| Manuel Garza Aldape                           |                                 | XXIV          | 1908 - 1910 |
| José Echeverría                               | Partido Nacional Reeleccionista | XXV           | 1910 - 1912 |
| Rafael L. Hernández                           |                                 | XXVI          | 1912        |
| Hilario Carrillo                              | 1912 - 1914                     | XXVI          |             |
| José María Rodríguez y Rodríguez              |                                 | Constituyente | 1916 - 1917 |
| Aarón Sáenz                                   | PLC                             | XXVII         | 1917 - 1918 |
| Alfredo Breceda Mercado                       |                                 | XXVIII        | 1918 - 1920 |
| Francisco Guerrero V.                         |                                 | XXIX          | 1920 - 1922 |
| Otilio González                               |                                 | XXX           | 1922 - 1924 |
| Candor Guajardo                               |                                 | XXXI          | 1924 - 1926 |
| Manuel Mijares V.                             | PLN                             | XXXII         | 1926 - 1928 |
| Manuel Mijares V.                             |                                 | XXXIII        | 1928 - 1930 |
| Alfredo I. Moreno                             |                                 | XXXIV         | 1930 - 1932 |
| Francisco Saracho                             |                                 | XXXV          | 1932 - 1934 |
| Delfín Cepeda                                 |                                 | XXXVI         | 1934 - 1937 |
| Damián L. Rodríguez                           |                                 | XXXVII        | 1937 - 1940 |
| Arturo Carranza                               |                                 | XXXVIII       | 1940 - 1943 |
| Raúl López Sánchez                            |                                 | XXXIX         | 1943 - 1946 |
| José de Jesús Urquizo                         |                                 | XL            | 1946 - 1949 |
| Fernando Vargas Meza                          |                                 | XLI           | 1949 - 1952 |
| Antonio Marmolejo Barrera                     |                                 | XLII          | 1952 - 1955 |
| Jesús Rodríguez Silva                         |                                 | XLIII         | 1955 - 1958 |
| Pablo Orozco Escobar                          |                                 | XLIV          | 1958 - 1961 |
| Félix de la Rosa Sánchez                      |                                 | XLV           | 1961 - 1964 |
| Francisco Padilla Rodríguez                   |                                 | XLVI          | 1964 - 1967 |
| Juan Manuel Berlanga García                   |                                 | XLVII         | 1967 - 1970 |
| Aureliano Cruz Juárez                         |                                 | XLVIII        | 1970 - 1973 |
| Arnoldo Villarreal Zertuche                   |                                 | XLIX          | 1973 - 1976 |
| Fernando Cabrera Rodríguez                    |                                 | L             | 1976 - 1979 |
| Rafael Ibarra Chacón                          |                                 | LI            | 1979 - 1982 |
| Enrique Neavez Muñiz                          |                                 | LII           | 1982 - 1985 |
| Daniel Castaño de la Fuente                   |                                 | LIII          | 1985 - 1988 |
| Benigno Gil de los Santos                     |                                 | LIV           | 1988 - 1991 |
| Fidel Hernández Puente                        |                                 | LV            | 1991 - 1994 |
| Miguel Ángel García García                    |                                 | LVI           | 1994 - 1997 |
| Martha Laura Carranza Aguayo                  |                                 | LVII          | 1997 - 2000 |
| Óscar Maldonado Domínguez                     |                                 | LVIII         | 2000 - 2003 |
| Ricardo Rodríguez Rocha                       |                                 | LIX           | 2003 - 2006 |
| Rolando Rivero Rivero                         |                                 | LX            | 2006 - 2009 |
| Melchor Sánchez de la Fuente                  |                                 | LXI           | 2009 - 2012 |
| Mario Alberto Dávila Delgado                  |                                 | LXII          | 2012 - 2015 |
| María Guadalupe Oyervides Valdez              |                                 | LXIII         | 2015 - 2018 |
| Melba Farías Zambrano                         |                                 | LXIV          | 2018 - 2021 |
| Cristina Amezcua González                     |                                 | LXV           | 2021 -      |

## Resultados Electorales

### 2018
|  | 30.1197 % |

|  | 30.1143 % |

|  | 36.6687 % |

|  | 0.0539 % |

|  | 3.0731 % |

|  | 100.00 % |

### 2015
|  | 24.18 % |

|  | 54.23 % |

|  | 2.60 % |

|  | 1.08 % |

|  | 0.89 % |

|  | 5.62 % |

|  | 3.45 % |

|  | 1.76 % |

|  | 3.69 % |

|  | 3.40 % |

|  | 3.34 % |

|  | 3.30 % |

|  | 3.29 % |

|  | 3.28 % |

|  | 3.17 % |

|  | 3.09 % |

|  | 0.05 % |

|  | 2.88 % |

|  | 100.00 % |

### 2012
|  | 39.03 % |

|  | 32.71 % |

|  | 18.16 % |

|  | 4.93 % |

|  | 2.42 % |

|  | 0.05 % |

|  | 6.38 % |

|  | 100.00 % |

### 2009
|  | 21.96 % |

|  | 62.06 % |

|  | 2.51 % |

|  | 1.97 % |

|  | 5.25 % |

|  | 3.07 % |

|  | 0.31 % |

|  | 0.05 % |

|  | 2.82 % |

|  | 100.00 % |